# Tachina griseifrons
Tachina griseifrons là một loài ruồi trong họ Tachinidae.